# Microjassa bousfieldi
Microjassa bousfieldi är en kräftdjursart som beskrevs av Chris Conlan 1995. Microjassa bousfieldi ingår i släktet Microjassa och familjen Ischyroceridae. Inga underarter finns listade i Catalogue of Life.